# Kathy Fiscus
Kathryn Anne Fiscus, detta Kathy (21 agosto 1945 – San Marino, 8 aprile 1949), è stata una giovane cittadina statunitense, protagonista di un tragico fatto di cronaca della fine degli anni quaranta.
L’8 aprile 1949 Kathy cadde in un pozzo artesiano profondo circa 30 metri e l’incidente fu risolto da una grande macchina di soccorso che riuscì a recuperare la bambina due giorni dopo, quando però era già deceduta.

## Biografia
Nel pomeriggio di venerdì 8 aprile 1949, Kathy stava giocando con la sorella Barbara ed il cugino Gus in un campo in San Marino quando, ad un tratto, precipitò in un pozzo abbandonato. Suo padre David lavorava per la compagnia idrica della zona, la California Water & Telephone Co., e conosceva bene quel pozzo dal 1903, quando aveva iniziato l'attività. Proprio David Fiscus aveva in precedenza segnalato alla legislatura statale di sorvegliare il pozzo, e aveva proposto di chiuderlo attraverso delle colate di cemento.
Alcune ore dopo l'incidente, fu messo in atto un tentativo di soccorso che prevedeva l'utilizzazione di trivelle, bulldozer, gru ed autocarri, forniti da una dozzina di città, oltre a 50 riflettori prestati direttamente dagli studi di Hollywood. Dopo aver scavato in verticale per circa 30 m, Kathy venne recuperata la sera di domenica 10 aprile. Di fronte alle 10.000 persone che avevano seguito la liberazione, un medico annunciò la morte di Kathy per asfissia.
Il tentativo di soccorso venne trasmesso attraverso le reti televisive a tutta la nazione e si rivelò essere l'evento più tragico in tutta la storia della televisione statunitense. Anche alcune reti radiofoniche, come KTLA, rimasero collegate ininterrottamente per raccontare la cronaca del tragico fatto. Quest'evento fu rievocato quasi 40 anni più tardi, durante la liberazione riuscita di Jessica McClure, nel 1987.
L'ubicazione esatta del pozzo è attualmente ignota, ma si pensa che si trovi sotto i campi da tennis del San Marino High School o sotto i campi di calcio della zona. Kathy riposa al Glen Abbey Memorial Park di Bonita (California) e sulla sua lapide viene riportata la seguente frase: "Una piccola ragazza che unì il mondo per un momento".
Il cantante Jimmie Osborne scrisse e registrò, poco tempo dopo l'accaduto, "The Death of Little Kathy Fiscus" (King 788). Furono vendute milioni di copie della canzone e metà dell'incasso fu donato ai genitori della bambina.
Woody Allen rievocò la tragedia di Kathy nel film del 1987 Radio Days. Nel film appare una bambina di nome Polly Phelps che precipita in un pozzo vicino a Stroudsburg, Pennsylvania. Un'altra ricostruzione del fatto era stata raccontata nel film La bambina nel pozzo (1951). Anche L'asso nella manica, diretto nello stesso anno da Billy Wilder è ispirato parzialmente all'evento.

## Casi analoghi
- Il 10 giugno 1981 il piccolo Alfredo Rampi, un bimbo italiano di 6 anni, precipitò in un pozzo artesiano profondo 80 metri. Nonostante i numerosi tentativi di soccorso, seguiti da tutta l’Italia da una diretta della Rai, il 13 giugno Alfredino morì nel pozzo ad una profondità di 60 metri.
- Il 14 ottobre 1987 la piccola Jessica McClure, una bimba statunitense di soli 18 mesi, cade in un pozzo profondo circa 7 metri. L’evento fu seguito costantemente da molte televisioni degli Stati Uniti, in particolare da CNN e dopo due giorni di tentativi la piccola Jessica venne recuperata sana e salva dal pozzo.
- Il 13 gennaio 2019 il piccolo Julen Roselló, un bimbo spagnolo di 2 anni, precipita in un pozzo profondo 107 metri. Nonostante l’imponente sforzo dei soccorritori di salvare il piccolo, Julen viene rinvenuto morto solo durante la notte del 26 gennaio successivo.